# Őskőkori vénuszszobrok listája
Az őskőkori vénuszszobrok a felső paleolitikum emberének első embert ábrázoló kisplasztikái. A vénuszszobrok összessége 35 000 és 7 000 évvel ezelőtti időintervallumban keletkezett, a cro-magnoni ember aurignaci kultúrájától a gravettin át a magdaléni végéig. Ma már több száz olyan szobrocska ismert, amelyeket vénuszszobroknak nevezünk. Minél több példányt ismerünk meg belőlük, annál kevésbé lehet általánosítani a tipológiájukat, ezért ma már tulajdonképpen le kell szűkíteni a megnevezést a gravetti kultúra tárgyaira. A korábbi és későbbi eredetű szobrocskák ugyanis nem feltétlenül idolszerűek, hanem kialakításukból következően amulettek vagy egyszerű dísztárgyak.

## A szobrok
A táblázat első két eleme vitatott minden szempontból, még olyan téren is, hogy egyáltalán emberi alkotás-e. Egyes szerzők vénuszszoborként hivatkoznak rájuk, ezért szerepelnek itt, valójában nem tartoznak a többi közé. A valódi vénuszszobrok azok, amelyeknél a táblázat kultúra oszlopában a gravetti jelző szerepel.
| Kép | Név                      | Kor (×1000) | Lelőhely                           | Anyaga        | Kultúra           |
| --- | ------------------------ | ----------- | ---------------------------------- | ------------- | ----------------- |
|     | tan-tani vénusz          | 350-300     | Marokkó                            | kvarcit       | acheuli           |
|     | Berekhat Ram-i vénusz    | ~240        | Izrael                             | tufa          | acheuli           |
|     | Hohler Fels-i vénusz     | 35-40       | Sváb Alpok                         | mamutcsont    | aurignaci         |
|     | galgenbergi vénusz       | 30          | Alsó-Ausztria                      | szerpentinit  | aurignaci         |
|     | Dolní Věstonice-i vénusz | 31-27       | Morávia                            | kerámia       | gravetti          |
|     | Lespugue-i vénusz        | 26-24       | Pireneusok                         | mamutcsont    | gravetti          |
|     | willendorfi vénusz       | 26-24       | Alsó-Ausztria                      | homokkő       | gravetti          |
|     | Balzi Rossi-i vénusz     | 24–19       | Olaszország                        | zsírkő        | gravetti kultúra  |
|     | petřkovicei vénusz       | 23          | Ostrava                            | hematit       | gravetti          |
|     | moraváni vénusz          | 23          | Záhorie (Szlovákia)                | mamutagyar    | gravetti          |
|     | brassempouyi vénusz      | 22          | Aquitánia                          | mamutagyar    | gravetti          |
|     | kürtös vénusz            | 20          | Dordogne                           | homokkő       | gravetti          |
|     | savignanoi vénusz        | 18-10       | Olaszország                        | mészkő        | gravetti          |
|     | Immodest Venus           | 16          | Franciaország                      | csont         | magdaléni kultúra |
|     | petersfelsi vénuszok     | 15–11       | Németország                        | lignit        | magdaléni kultúra |
|     | gönnersdorfi vénuszok    | 15–11       | Németország                        | csont, agancs | magdaléni kultúra |
|     | maltai vénusz            | 12          | Irkutszk                           | mamutcsont    | magdaléni         |
|     | bureti vénusz            | 12          | Szibéria                           |               | magdaléni         |
|     | monruzi vénusz           | 11          | Neuchâtel                          |               | magdaléni         |
|     | gorzsai vénusz           | 11          | Felgyő-Újmajor Gorzsa-Kovács tanya | kerámia       | körös             |
|     | kökénydombi vénusz       | 7           | Hódmezővásárhely                   | kerámia       | tiszai            |
|     | halafi vénusz            | 7           | Mezopotámia                        |               | halaf-kultúra     |
|     | ölkami vénusz            | 6,5         | Ausztria                           |               |                   |
|     | romániai vénusz          | 5           | Cucuteni, Románia                  | kerámia       | cucuteni          |

## Jellemzőik
Az elsőként megtalált ilyen jellegű szobor az Immodest Venus (szemérmetlen Venus) nevet kapta, azóta nevezik ezeket az idolokat vénuszszobroknak.
A gravetti idolok általános jellemzője, hogy első pillantásra felismerhetően nőalakokat ábrázolnak, hangsúlyos nemi szervekkel (mellek és vénuszdomb) és erősen telt testalkattal. Funkciójukra nézve valószínűleg termékenységszimbólumok, illetve a jólétet jelképezik. Anyagukban legtöbbször mamutcsontból állnak, néha puha kő, mint zsírkő (szteatit) vagy mészkő. Méretük a 4 és 25 cm-es magasság között váltakozik. Ebből némileg kilóg a kürtös vénusz, mivel nagyobb méretű, és nem szobor, hanem dombormű (relief).
A gravetti kultúrát megelőző aurignaci korú leletek, a még korábbi, bizonytalan acheuli tárgyak, valamint a későbbi, magdaléni korúak méretükben és funkciójukban is különböznek a klasszikus idoloktól. Függőként vagy medálként szolgáltak. Az összesre jellemző azonban, hogy feltehetően az ideális női szépséget és egészséget kívánták megformázni.
Vonalaik a realizmusra törekvés mellett is sematizálóak és stilizálóak. Hosszú időn keresztül mintha csak művészi egyezmény szabályozta volna a rombusz alakú test megformálását, az elöl a melleken nyugtatott kéztartást, az elnagyolt, vagy éppen teljesen elhagyott lábakat és karokat. A fej mérete változó, de ritkán látni kidolgozott arcokat.

## Csoportosításuk
1864 és 2008 között több száz figurát találtak már, Portugáliától Szibériáig. Csoportosításuk nehézségekbe ütközik, mivel minden sorozatból kilóg egy-egy példány. Henry Delporte öt, származás szerinti csoportba osztotta őket:
1. Pireneus-Aquitánia csoport
2. Földközi-tengeri csoport
3. Duna-Rajna csoport
4. Oroszországi csoport
5. Szibériai csoport

A besorolást még inkább megnehezíti az a körülmény, hogy egyes csont- és agancseszközök nyelét is faragásokkal díszítették az egyszerűtől olyan finomságúig, amely önmagában is műtárgy. Ezek viszont használati jellegükből következően alapvetően különböznek a klasszikus vénuszszobroktól.